# Pablo Gonzalvo
Pablo Gonzalvo y Pérez (Zaragoza, 19 de enero de 1827-Madrid, 18 de noviembre de 1896) fue un pintor español que centró su pintura y la especializó en vistas arquitectónicas y paisajes urbanizados.

## Biografía

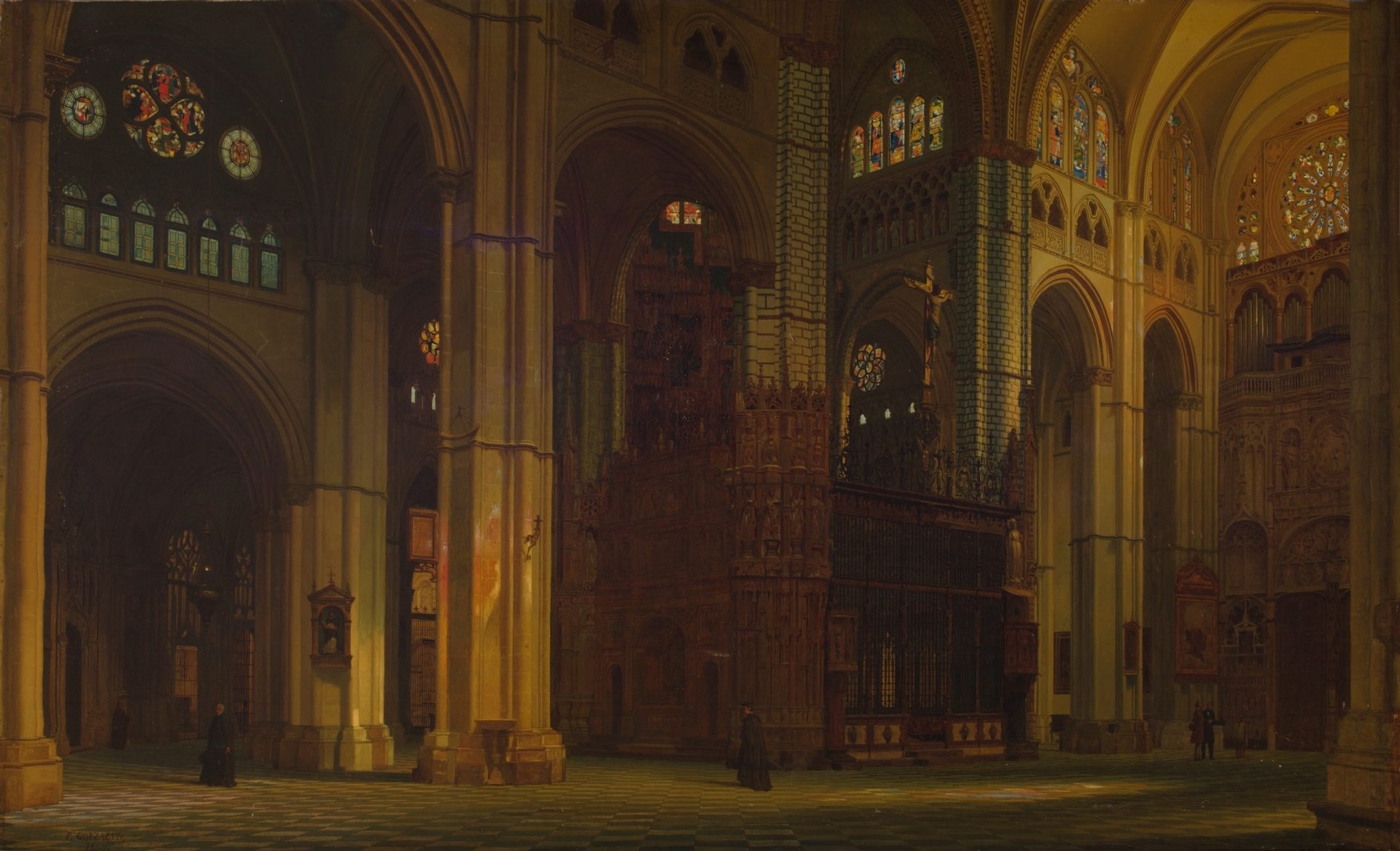
Vista del crucero de la catedral de Toledo, por Pablo Gonzalvo Pérez (1860), óleo sobre lienzo, 125 x 205 cm .Museo del Prado.

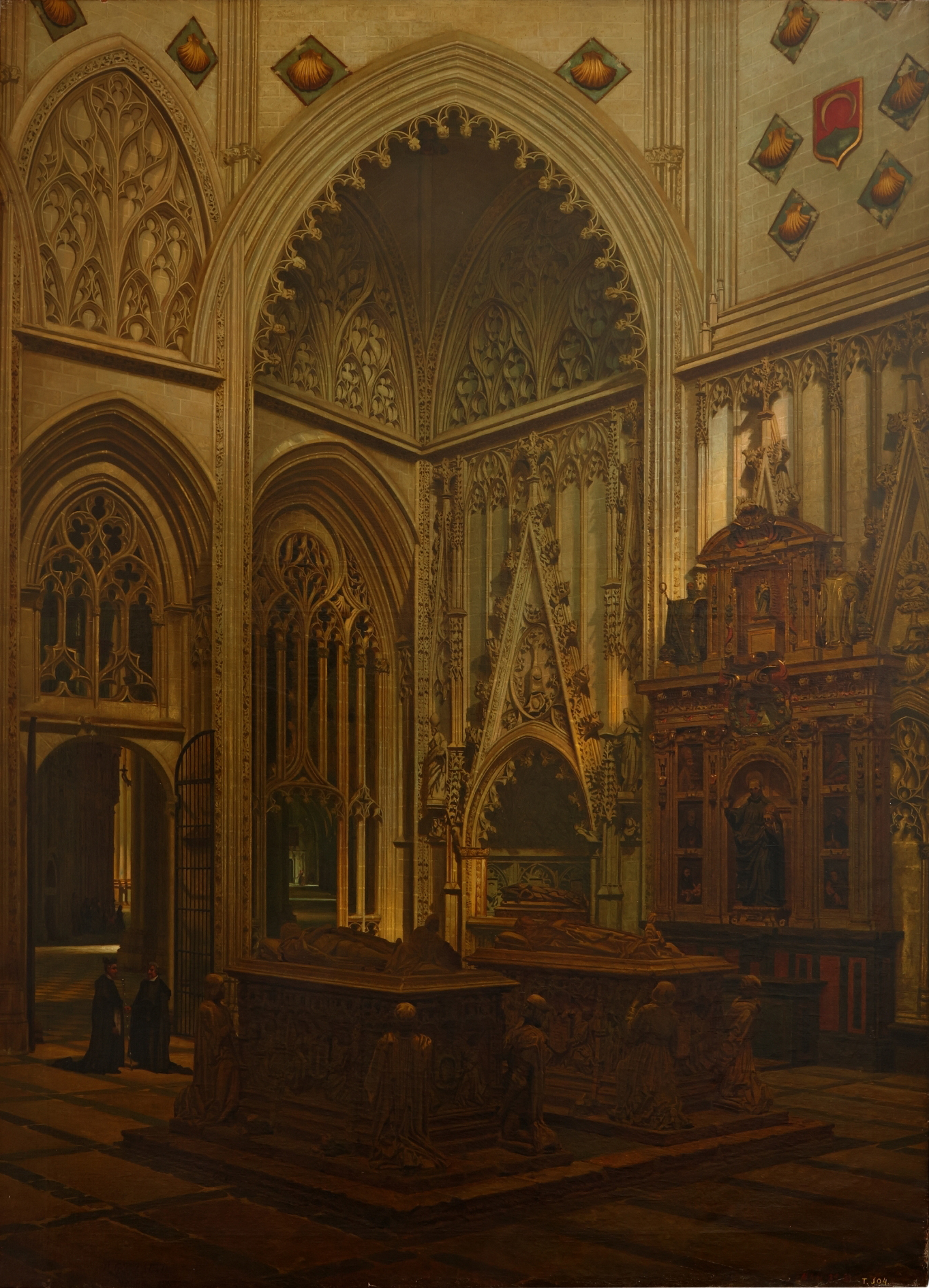
Capilla del Condestable en la catedral de Toledo, por Pablo Gonzalvo Pérez (1862).

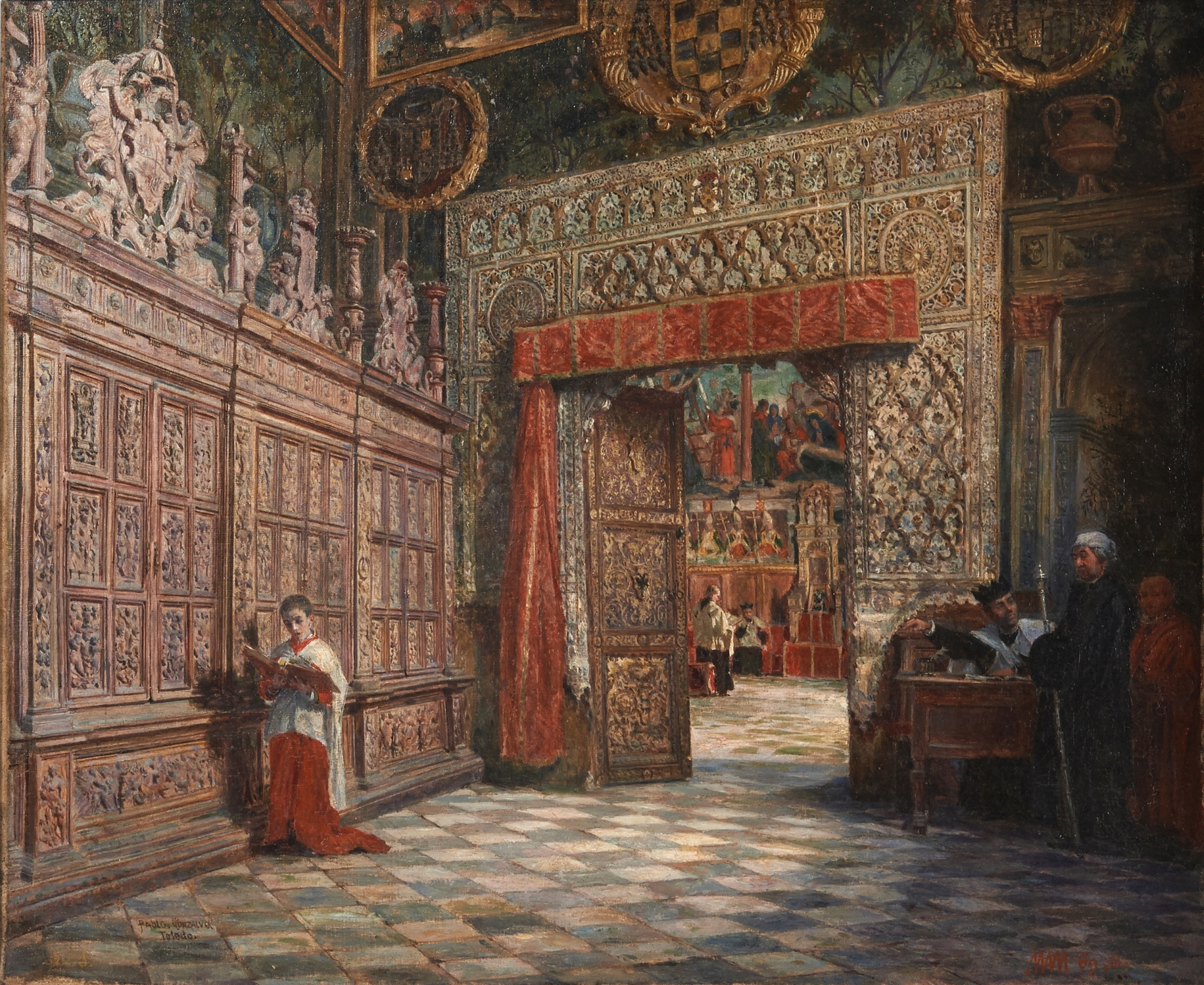
Antesala y sala capitular de la catedral de Toledo, por Pablo Gonzalvo (1880-81)

### Inicios
Pablo Gonzalvo era hijo de Pedro Gonzalvo y Engracia Pérez, inició sus estudios y formación en su Zaragoza natal, trasladándose posteriormente, en su juventud, a Madrid, lugar que por aquel entonces, era uno de los centros del mundo artístico de España. Se inscribió en la Escuela de Bellas Artes de San Fernando por el curso de 1845-1846, donde llegó a ser alumno de Federico de Madrazo.

### Desarrollo y madurez artística
Se hizo miembro y más tarde profesor de la Academia de Bellas Artes de Cádiz y de San Fernando de Madrid. Catedrático de perspectiva Academia San Fernando

Realizó frecuentes viajes a Roma, Venecia, Viena y Constantinopla gracias a los cuales amplio su perspectiva del mundo de la pintura. Concurrió asiduamente a exposiciones nacionales e internacionales. Fue protegido del duque de Fernán Núñez y de la infanta Isabel de Borbón.

### Amistad con Martí
Su amistad con José Martí fue notoria. Este le dedicó a él y a su amada zaragozana un poema de sus Versos sencillos de 1891, siendo el pintor la referencia al buen amigo y la mujer querida Blanca de Montalvo.

Para Aragón, en España,

Tengo yo en mi corazón
Un lugar todo Aragón
Franco, fiero, fiel, sin saña.

Si quiere un tonto saber
Por qué lo tengo, le digo
Que allí tuve un buen amigo
Que allí quise a una mujer.

Allá, en la vega florida
La de la heroica defensa
Por mantener lo que piensa
Juega la gente la vida.

Y si un alcalde lo aprieta
O lo enoja un rey cazurro
Calza la manta el baturro
Y muere con su escopeta.

Quiero a la tierra amarilla
Que baña el Ebro lodoso
Quiero el Pilar azuloso
De Lanuza y de Padilla.

Estimo a quien de un revés
Echa por tierra un tirano
Lo estimo, si es cubano;
Lo estimo, si aragonés.

Amo los patios sombrios
Con escaleras bordadas;
Amo las naves calladas
Y los conventos vacíos.

Amo la tierra florida,
Musulmana o española,
Donde rompió su corola

La poca flor de mi vida.

### Reconocimientos
Y en las Nacionales de Bellas Artes fue premiado con mención honorífica en 1856, tercera medalla en 1858 y primera en las ediciones de 1860, 1862 por los lienzos titulados Crucero de la catedral de Toledo y Capilla y sepulcros de don Álvaro de Luna y de su esposa, doña Juana de Pimentel. A la Exposición Nacional de 1864, remitió: Interior de las Cortes del Reino de Valencia, Antigua sala capitular de la catedral de Valencia  y Torres y puerta de Serranos. Por las tres composiciones fue premiado con una medalla de primera clase, permutada por la cruz de la Orden de Carlos III, de acuerdo con el reglamento, ya que poseía con anterioridad dos primeras medallas. En 1867 volvió a participar con cinco obras, siendo premiado por Vista de la Lonja de la Seda en Valencia con la encomienda de la Orden de Carlos III. 
También, remitió sus obras a la Exposición Internacional de Londres de 1862, a la Franco-Española de Bayona de 1864, a la Universal de París de 1867, en la que obtuvo tercera medalla, y a las de Viena (1873), Filadelfia (1876) y Múnich (1876); fue premiado con el máximo galardón en estas últimas.
Entre los galardones que consiguió figura el de ser nombrado comendador de la Orden de Carlos III y comendador de la Orden de Isabel la Católica, a propuesta del jurado de las Exposiciones Nacionales por reunir cuatro medallas de primera clase. El 22 de marzo de 1872, se le concede la cruz sencilla de la Orden Civil de María Victoria a propuesta del Ministerio de Fomento y con el dictamen de la Real Academia de San Fernando.
Falleció en Madrid a los 69 años.

## Obra parcial
- Palacio con galería y escalinata, pintado en 1855.
- Interior de la catedral de Toledo, pintado en 1858.
- Crucero de la catedral de Toledo, pintado en 1860.
- Capilla y sepulcros de don Álvaro de Luna y de su esposa, doña Juana de Pimentel, pintado en 1862.
- Vista de La Lonja de la Seda en Valencia, pintado en 1867.
- Sacristía de la catedral de Ávila, pintado en 1874.
- Interior de la seo de Zaragoza, pintado en 1876.
- Antesala y sala capitular de la catedral de Toledo.
- Sacristía de la catedral de Ávila.